# Persone di nome Giovanni/Medici
| Questa pagina contiene informazioni ricavate automaticamente dalle voci biografiche con l'ausilio del template Bio e di un bot. L'aggiornamento è periodico e automatico e ricostruisce completamente la pagina. Se manca una persona in questa lista, sei pregato di non aggiungerla, ma accertati piuttosto che la sua voce biografica contenga il template Bio e che i dati anagrafici siano correttamente compilati. Se il template Bio manca, inseriscilo tu stesso o, in alternativa, metti l'avviso {{tmp\|Bio}} che ne segnala la mancanza. Se i dati riportati sono sbagliati, correggi direttamente la voce biografica; le modifiche saranno visibili in questa lista entro pochi giorni. Per chiarimenti vedi il progetto antroponimi. La lista contiene solo le 87 persone che sono citate nell'enciclopedia e per le quali è stato implementato correttamente il template Bio. Pagina aggiornata al 23 feb 2025. |

Questa è una lista di persone presenti nell'enciclopedia che hanno il nome Giovanni e sono medici.

## A(5)
- Giovanni Afflacio, medico italiano (n. 1040)
- Giovanni Aperlo, medico italiano (Sassari, n. 1883 - Milano, † 1942)
- Giovanni Arcolano, medico italiano (Verona, n. 1390 - Ferrara, † 1458)
- Giovanni Argenterio, medico italiano (Castelnuovo d'Asti, n. 1513 - Torino, † 1572)
- Giovanni Oronzo Azzariti, medico italiano (Barletta - San Pietroburgo, † 1747)

## B(11)
- Secondo Berruti, medico e patriota italiano (Asti, n. 1767 - Asti, † 1797)
- Giovanni Bianchi, medico e anatomista italiano (Rimini, n. 1693 - Rimini, † 1775)
- Giovanni Fortunato Bianchini, medico italiano (Chieti, n. 1719 - Padova, † 1779)
- Giovanni Lodovico Bianconi, medico e antiquario italiano (Bologna, n. 1717 - Perugia, † 1781)
- Giorgio Biandrata, medico italiano (Saluzzo, n. 1516 - Alba Iulia, † 1588)
- Giovanni Biroli, medico, botanico e docente italiano (Novara, n. 1772 - Novara, † 1825)
- Giovanni Cosimo Bonomo, medico italiano (Livorno, n. 1666 - Firenze, † 1696)
- Giovanni Borromeo, medico italiano (Roma, n. 1898 - Roma, † 1961)
- Giovanni Battista Borsieri, medico italiano (Civezzano, n. 1725 - Milano, † 1785)
- Giovanni Bracesco, medico e alchimista italiano (Orzinuovi)
- Giovanni Girolamo Bronziero, medico e storico italiano (Badia Polesine, n. 1577 - Belluno, † 1630)

## C(9)
- Giovanni Caldesi, medico e anatomista italiano (Arezzo, n. 1650 - Firenze)
- Giovanni Camilla, medico e filosofo italiano (Genova)
- Giovanni Battista Cavallara, medico e letterato italiano (Mantova - Piubega, † 1587)
- Giovanni Chellini, medico e mecenate italiano (San Miniato - San Miniato, † 1461)
- Giovanni Chieffi, medico e biologo italiano (Napoli, n. 1927 - Napoli, † 2019)
- Giovanni Ciardi-Dupré, medico italiano (Arosa, n. 1905 - Genova, † 1964)
- Giovanni Francesco Cigna, medico e chimico italiano (Mondovì, n. 1734 - Torino, † 1790)
- Giovanni Cinelli Calvoli, medico, letterato e bibliografo italiano (Firenze, n. 1626 - Loreto, † 1706)
- Giovanni Battista Cortesi, medico italiano (Bologna - Reggio Calabria, † 1634)

## D(7)
- Giovanni Pietro Maria Dana, medico e botanico italiano (Barge, n. 1736 - Torino, † 1801)
- Giovanni Battista De Bonis, medico italiano (Pietragalla, n. 1699 - Molfetta, † 1772)
- Giovanni Della Bona, medico italiano (Perarolo, n. 1712 - Padova, † 1786)
- Giovanni Dondi dell'Orologio, medico, astronomo e filosofo italiano (Chioggia - Abbiategrasso, † 1388)
- Giovanni da Concorezzo, medico e anatomista italiano (Milano)
- Giovanni Battista da Vercelli, medico e chirurgo italiano (Vercelli - Roma, † 1516)
- Giovanni di Castellomata, medico italiano

## E(2)
- Joao Eboli, medico italiano (Sanza, n. 1853 - Rio de Janeiro, † 1923)
- Giovanni Battista Ercolani, medico, veterinario e politico italiano (Bologna, n. 1817 - Bologna, † 1883)

## F(4)
- Giovanni Falconi, medico e anatomista italiano (Cagliari, n. 1817 - † 1900)
- Giovanni Federspil, medico italiano (Rovigo, n. 1938 - Padova, † 2010)
- Giovanni Matteo Ferrari da Grado, medico italiano (Milano - Pavia, † 1472)
- Giovanni Francesco Fiochetto, medico e pedagogo italiano (Vigone, n. 1564 - Torino, † 1642)

## G(7)
- Giovanni Garelli, medico e politico italiano (Mondovì, n. 1825 - Arona, † 1881)
- Giovanni Garzoni, medico, storico e umanista italiano (Bologna, n. 1419 - Bologna, † 1505)
- Angelo Gatti, medico italiano (Ronta, n. 1724 - Napoli, † 1798)
- Giovanni Ghedini, medico italiano (Mirano, n. 1877 - Padova, † 1959)
- Giovanni da Vigo, medico e chirurgo italiano (Rapallo, n. 1450 - Roma, † 1525)
- Giovanni Attuario, medico e scrittore bizantino (n. 1275 - † 1328)
- Giovanni Gorgone, medico e scienziato italiano (San Piero Patti, n. 1801 - Palermo, † 1868)

## L(1)
- Giovanni Maria Lancisi, medico italiano (Roma, n. 1654 - Roma, † 1720)

## M(15)
- Giovanni Manardo, medico, botanico e umanista italiano (Ferrara, n. 1462 - Ferrara, † 1536)
- Giovanni Marliani, medico, filosofo e astrologo italiano (Milano, n. 1420 - † 1483)
- Giovanni Marro, medico, antropologo e politico italiano (Limone Piemonte, n. 1875 - Torino, † 1952)
- Giovanni Leonardo Marugj, medico italiano (Casalnuovo, n. 1753 - Manduria, † 1836)
- Giovanni Masnata, medico e politico italiano (Palermo, n. 1870 - Stradella, † 1945)
- Giovanni Battista Mazzini, medico e matematico italiano (Brescia, n. 1677 - Padova, † 1743)
- Giovanni Mazzotti, medico e anatomista italiano (Ravenna, n. 1948 - † 2011)
- Giovanni Meloni Baille, medico e politico italiano
- Giovanni Antonio Meloni, medico, microbiologo e virologo italiano (Luras, n. 1926 - † 2001)
- Giovanni Tommaso Minadoi, medico e storico italiano (Ferrara, n. 1549 - Firenze, † 1615)
- Giovanni Battista Modio, medico, filosofo e scrittore italiano (Santa Severina - Roma, † 1560)
- Giovanni Montano, medico e scienziato italiano (Lavello, n. 1844 - Lavello, † 1901)
- Giovanni Battista Monte, medico e umanista italiano (Verona, n. 1489 - Padova, † 1551)
- Giovanni Battista Morgagni, medico, anatomista e patologo italiano (Forlì, n. 1682 - Padova, † 1771)
- Giovanni Maria Moricino, medico e scrittore italiano (Brindisi, n. 1558 - Brindisi, † 1628)

## N(2)
- Giovanni Nardi, medico italiano (Montepulciano - Firenze, † 1654)
- Giovanni Nuti, medico, compositore e scrittore italiano (Firenze, n. 1952)

## P(5)
- Giovanni Battista Palletta, medico italiano (Montecrestese, n. 1748 - Milano, † 1832)
- Giovanni Perez, medico e politico italiano (Palermo, n. 1873 - † 1959)
- Giovanni Plateario il Giovane, medico italiano
- Giovanni Presta, medico e agronomo italiano (Gallipoli, n. 1720 - Gallipoli, † 1797)
- Giovanni da Procida, medico, politico e diplomatico italiano (Salerno, n. 1210 - Roma, † 1298)

## R(5)
- Giovanni Raffaele, medico e politico italiano (Naso, n. 1804 - Palermo, † 1882)
- Giovanni Maria Rasario, medico italiano (Valduggia, n. 1906 - † 1988)
- Giovanni Rezza, medico e epidemiologo italiano (Roma, n. 1954)
- Giovanni Rossi, medico italiano (Sarzana, n. 1801 - Parma, † 1853)
- Giovanni Francesco Rota, medico italiano (n. 1520 - Bologna, † 1558)

## S(7)
- Giovanni Domenico Sala, medico e nutrizionista italiano (Padova, n. 1579 - Padova, † 1644)
- Michele Savonarola, medico, umanista e scienziato italiano (Padova, n. 1385 - Ferrara, † 1468)
- Giovanni Semmola, medico e farmacologo italiano (Brusciano, n. 1793 - Napoli, † 1865)
- Giovanni Serra, medico e saggista italiano (Dimaro, n. 1894 - Modena, † 1959)
- Giovanni Sotis, medico, politico e storico italiano (Fondi, n. 1812 - Fondi, † 1886)
- Giovanni Strambio, medico italiano (Carnago, n. 1780 - Milano, † 1862)
- Giovanni Battista Susio, medico e umanista italiano (Mirandola, n. 1519 - Mantova, † 1583)

## T(1)
- Giovanni Targioni Tozzetti, medico e naturalista italiano (Firenze, n. 1712 - Firenze, † 1783)

## U(1)
- Giovanni Battista Ughetti, medico e scrittore italiano (Venaria Reale, n. 1852 - Catania, † 1930)

## V(2)
- Giovanni Ventura, medico italiano
- Giovanni Crato von Krafftheim, medico e umanista tedesco (Breslavia, n. 1519 - Norimberga, † 1585)

## Z(3)
- Giovanni Zanardini, medico e botanico italiano (Venezia, n. 1804 - † 1878)
- Giovanni Zecchi, medico italiano (Bologna, n. 1533 - Roma, † 1601)
- Giovanni Verardo Zeviani, medico italiano (Verona, n. 1725 - † 1808)